# Vipera barani
Vipera barani là một loài rắn trong họ Rắn lục. Loài này được Böhme & Joger mô tả khoa học đầu tiên năm 1983.

## Hình ảnh

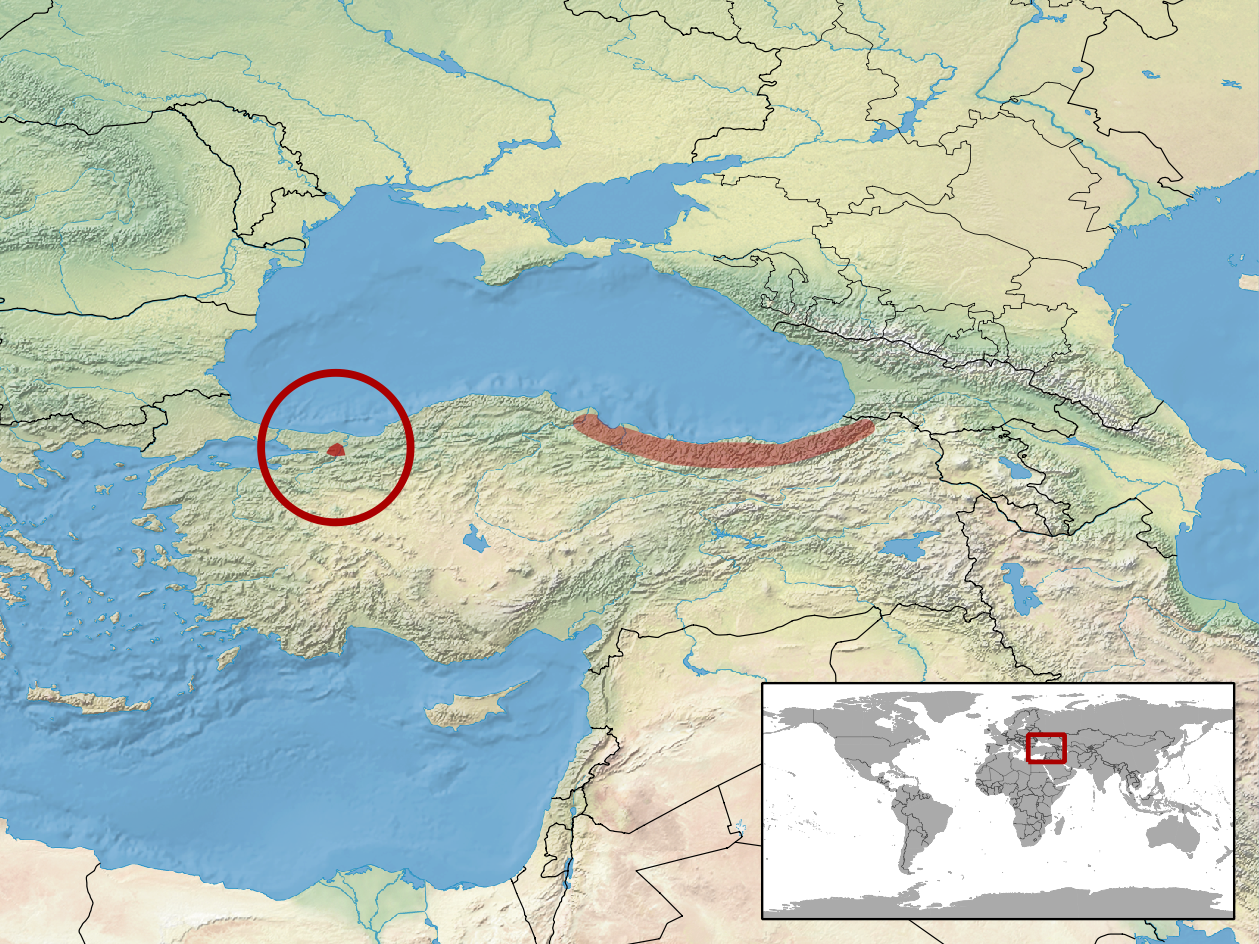